# Ränneslövs landskommun
Ränneslövs landskommun var en tidigare kommun i Hallands län.

## Administrativ historik
Den inrättades i Ränneslövs socken i Höks härad i Halland när 1862 års kommunalförordningar trädde i kraft 1863.
Vid kommunreformen 1952 bildade den storkommun genom sammanläggning med Ysby landskommun.
År 1971 infördes enhetlig kommuntyp och Ränneslövs landskommun ombildades därmed, utan någon territoriell förändring, till Ränneslövs kommun. Sedan 1974 tillhör området Laholms kommun.
Kommunkoden 1952-1970 var 1304

### Kyrklig tillhörighet
I kyrkligt hänseende tillhörde kommunen Ränneslövs församling. Den 1 januari 1952 tillkom Ysby församling. Dessa två församlingar lades år 2002 samman till Ränneslöv-Ysby församling med motsvarande område.

## Kommunvapen
Blasonering: Sköld fyrstyckad av guld, vari ett rött hjärta, och av rött, vari ett grekiskt kors av silver.
Hjärtat symboliserar S:ta Helena (Elin) från Skövde, Ränneslövs kyrkas skyddshelgon, och korset hertig Knut Lavard, skyddshelgon för Ysby kyrka.
Förslaget om ett kommunvapen för Ränneslöv väcktes av teologie doktor Bror Jansson i ett brev 12 februari 1968. Han redogjorde där för flera tänkbara alternativ. Riksarkivets heraldiska sektion föreslog ett vapen med attribut för Sankt Clemens, Sankta Helena och Sankt Knut. Detta förslag accepterades av kommunfullmäktige 28 oktober 1968. Det uppstod dock tveksamhet kring vilka helgon som åsiftats, Sankt Knut kan syfta på såväl Knut Lavard som Knut den helige, Helena både på sankta Helena kejsarmodern och sankta Elin av Skövde. Detta ledde till en noggrann utredning som var klar i juni 1970, och var förslag översändes i augusti 1970, varpå det nya förslaget godkändes av kommunalfullmäktige 29 oktober 1970.
Kommunvapnet fastställdes av Kungl. Maj:t 5 februari 1971.

## Geografi
Ränneslövs landskommun omfattade den 1 januari 1952 en areal av 104,77 km², varav 103,01 km² land.

### Tätorter i kommunen 1960
| Tätort    | Folkmängd |
| --------- | --------- |
| Vallberga | 404       |
| Ränneslöv | 366       |

Tätortsgraden i kommunen var den 1 november 1960 25,2 procent.

## Politik

### Mandatfördelning i valen 1938-1970
| 6 | 4 | 15 |

| 25 |

| 6 | 15 | 4 |

| 25 |

| 5 | 4 | 16 |

| 23 |

| 9 | 22 | 4 |

| 33 |

| 9 | 20 | 6 |

| 33 |

| 8 | 21 | 6 |

| 31 |

| 8 | 21 | 6 |

| 31 |

| 8 | 22 | 5 |

| 29 | 6 |

| 8 | 23 | 4 |

| 29 | 6 |